# Konrad Winzer
Konrad Winzer (* 1955 in Lörrach) ist ein deutscher Bildhauer.

## Leben

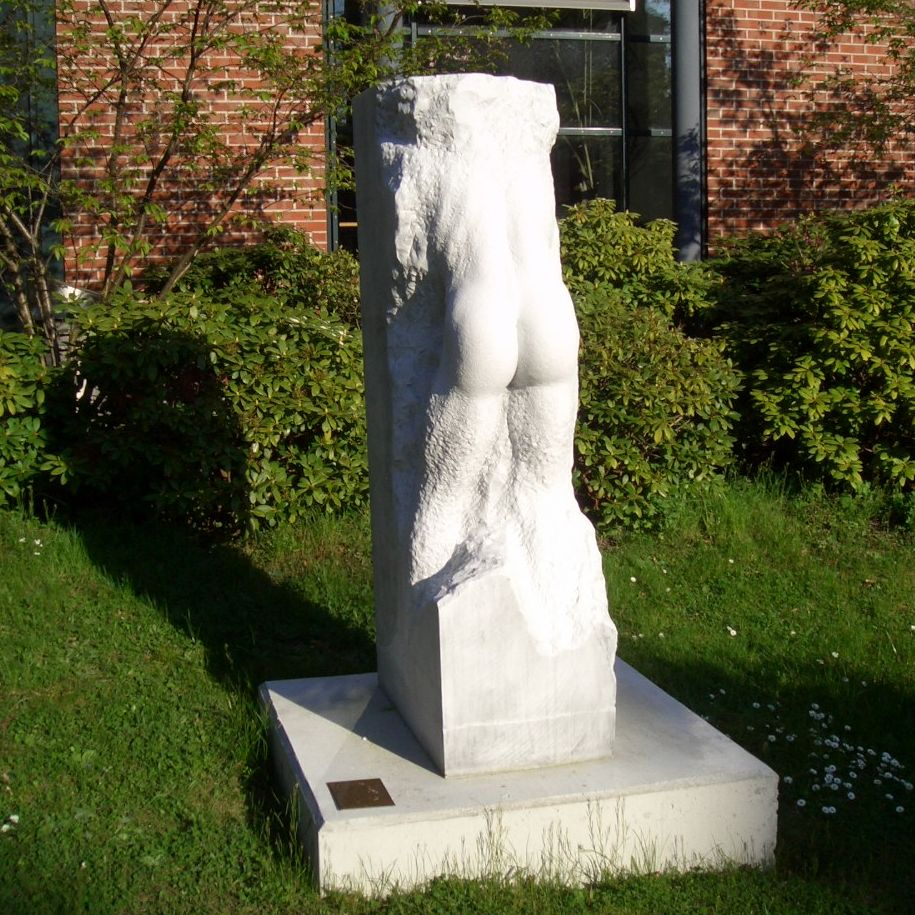
Konrad Winzer: Don Giovanni – der weibliche Blick, Klinikum Westend, Berlin

Winzer begann seine künstlerische Laufbahn 1974. Das Handwerk des Bildhauers lernte er bei Leonhard Eder. Von 1975 bis 1982 studierte er an der  Staatlichen Akademie der Bildenden Künste Stuttgart bei Karl-Henning Seemann und Alfred Hrdlicka. Zur Landesgartenschau 1983 in Lörrach im Landschaftspark Grütt steuerte er eine 1200 Kilogramm schwere Marmorskulptur „Hüter des Wassers“ bei. (→ Skulpturen im Grüttpark)
Winzers Werke wurden in zahlreichen Ausstellungen gezeigt. Heute lebt und arbeitet er in Egisholz, Kandern.
Zusammen mit seinem Freund Robert Schneider gab er 2005 ein Buch heraus, in dem die Monumentalität der Steinskulpturen subtil durch lyrische Passagen umspielt wird. Dieses Buch enthält auch einen Werkkatalog Winzers.